# Остролодочник иглистый
Остролодочник иглистый, или Остролодочник колючий (лат. Oxytropis acanthacea), — вид растений рода Остролодочник (Oxytropis) семейства Бобовые (Fabaceae), растущий на сухих скалах и каменистых склонах субальпийского пояса.

## Ботаническое описание
Растение бесстебельное, с короткими ветвями каудекса. Цветоносы не длиннее листьев, прямые, малоцветковые. Черешки отмирающих листьев острые, при основании утолщённые и твердеющие. Листочки в 7—10 мутовках, продолговато-ланцетные, с прижатыми белыми волосками.
Чашечка трубчатая, с прижатыми чёрными волосками и примесью отстоящих белых, с линейными зубцами в 3—4 раза короче трубки. Венчик фиолетовый. Флаг около 25 мм длиной, с широким отгибом. Лодочка с остриём около 1 мм длиной. Бобы узкоовальные, жесткоперепончатые, с короткими прижатыми чёрными и более редкими оттопыренными белыми волосками, почти двугнёздные.

## Охрана
Вид включён в Красную книгу России и в Красные книги республик Алтай и Тыва